# اتفاقية حول الجوانب التجارية لحقوق الملكية الفكرية
الاتفاقية حول الجوانب التجارية لحقوق الملكية الفكرية أو اتفاق تريبس (TRIPS) اختصارا لـ (Agreement on Trade Related Aspects of Intellectual Property Rights) هي اتفاق دولي تديره منظمة التجارة العالمية (WTO) الذي يحدد المعايير الدنيا للقوانين المتعلقة بالعديد من أشكال الملكية الفكرية (IP) كما تنطبق على أعضاء منظمة التجارة العالمية. تم التفاوض في نهاية جولة الأوروغواي من الاتفاق العام بشأن التعريفات الجمركية والتجارة (الغات) في عام 1994.
على وجه التحديد، يحتوي اتفاق تريبس على الشروط التي يجب توافرها في قوانين الدول فيما يتعلق بحقوق المؤلف، بما في ذلك حقوق فناني الأداء ومنتجي التسجيلات الصوتية وهيئات الإذاعة؛ المؤشرات الجغرافية، بما في ذلك تسميات المنشأ؛ الرسوم والنماذج الصناعية؛ تصاميم الدوائر المتكاملة؛ براءات الاختراع؛ العلامات التجارية؛ والمعلومات السرية. كما يحدد اتفاق تريبس أيضا إجراءات التنفيذ وسبل التحكيم وإجراءات تسوية المنازعات. ويهدف حماية وتنفيذ قوانين حقوق الملكية الفكرية إلى المساهمة في تعزيز الابتكار التكنولوجي ونقل وتعميم التكنولوجيا، بما يحقق المنفعة المشتركة لمنتجي ومستخدمي المعرفة التكنولوجية بطريقة تؤدي إلى الرفاه الاجتماعي والاقتصادي، والتوازن بين الحقوق والواجبات.

## متطلبات اتفاق تريبس
إن اتفاق تريبس يقتضي من الدول الأعضاء توفير حماية قوية لحقوق الملكية الفكرية. على سبيل المثال، بناء على اتفاق تريبس:
- يجب أن تمتد حقوق التأليف والنشر إلى 50 سنة بعد وفاة المؤلف.(المادتان 12 و 14)
- يجب أن تمنح حقوق المؤلف تلقائياً وليس استناداً إلى أي «شكلية»، مثل التسجيل أو التجديد.
- يجب أن يعتبر القانون برامج الحاسب الآلي «كأعمال الأدبية» تحت حقوق التأليف والنشر وأن تلقى نفس شروط الحماية.
- الاستثناءات الوطنية من حقوق التأليف والنشر (مثل «الاستخدام العادل» في الولايات المتحدة) تكون مقيدة باختبار برن ذو الخطوات الثلاث
- يجب أن تمنح براءات الاختراع في جميع «مجالات التكنولوجيا»، رغم أن بعض الاستثناءات لبعض المصالح العامة مسموح بها (المادة 27-2 و 27-3) ويجب أن تكون قابلة للتنفيذ لمدة 20 عاماً على الأقل (المادة 33).
- يجب أن تكون الاستثناءات على الحقوق الحصرية محدودة، شريطة الاستغلال عادي للعمل (المادة & nbsp; 13) والاستغلال العادي للبراءة (المادة & nbsp; 30) ليست موضع خلاف.
- لا يسمح بالمساس غير المعقول بالمصالح المشروعة لأصحاب الحقوق من برامج الكمبيوتر وبراءات الاختراع والبضائع المختلفة المصنعة.
- لا يسمح بالمساس غير المعقول بالمصالح المشروعة لأصحاب العلامات التجارية، بما في ذلك استخدام العلامة التجارية دون العودة إلى مالك العلامة التجارية بشكل مباشر لانجاز أي تعامل تجاري.
- على الدول الاعضاء ضمان حقوق الملكية الفكرية من العلامات التجارية وبراءات الاختراع وغيرها، وضمان عدم انتقال البضائع، البرامج أو غيرها بين الدول الاعضاء بدون موافقة المالك المباشر أو وكيله في المنطقة بموافقة من المالك المباشر.
- يجب أن تؤخذ المصالح المشروعة للأطراف الثالثة في الحسبان بحقوق براءة الاختراع (المادة & nbsp; 30).
- يجب أن لا توفر القوانين الملكية الفكرية في أي دولة أية فوائد للمواطنين المحليين لا تتوفر لمواطني الدول الأخرى الموقعة على اتفاقية تريبس.

## وصلات خارجية
- اتفاق تريبس (نسخة PDF)